# Abdellah Chebira
Abdellah Chebira (sinh ngày 12 tháng 7 năm 1986, ở Blida) là một cầu thủ bóng đá người Algérie. Hiện tại anh thi đấu ở vị trí hậu vệ trái cho USM Annaba ở Giải bóng đá hạng nhì quốc gia Algérie.

## Sự nghiệp quốc tế
Năm 2006, Chebira được triệu tập vào đội tuyển U-23 Algérie tham gia trại tập luyện ở Algiers. Năm 2007, anh từng là thành viên của đội tuyển U-23 quốc gia tại Đại hội Thể thao châu Phi 2007. Anh vào sân từ ghế dự bị trong hai trận vòng bảng trước Zambia và Guinée.
Ngày 16 tháng 4 năm 2008, Chebira được triệu tập vào đội tuyển quốc gia Algérie A' tham dự vòng loại Giải vô địch bóng đá châu Phi 2009 trước Maroc. 